# Eparchia
Eparchia (gr. ἐπαρχία 'prowincja' z ἐπι- 'nad-' i ἀρχός 'władca') – we wschodnim chrześcijaństwie terytorium podległe metropolicie, a od V wieku biskupowi, czyli odpowiednik zachodniej diecezji.
Termin wywodzi się od używanej we wschodniej części cesarstwa rzymskiego nazwy prowincji – eparchia, po reformie terytorialnej Dioklecjana wchodzącej w skład większej jednostki terytorialnej – diecezji.
Poszczególne prawosławne Kościoły autokefaliczne regulowały same, często z dużymi odrębnościami, status prawny eparchii. Polski Kościół prawosławny używa nazwy diecezja.
Tworzenie eparchii, ich likwidacja i organizacja w katolickich Kościołach wschodnich dokonywane było przez papieża. Po okresie przejściowym, od 1957 roku, kiedy to papież zatwierdzał jedynie działania patriarchów i ich synodów, II Sobór Watykański zdecydował, że papież ustanawia eparchie w Kościołach niemających organizacji patriarszej. W pozostałych decyduje patriarcha i synod prowincjonalny.
W Kościołach wschodnich tytuł eparcha stosowany jest zamiast lub zamiennie, albo też razem z tytułem biskup.